# Кеми-Торнио (аэропорт)
Аэропорт Кеми-Торнио (ИАТА: KEM, ИКАО: EFKE) (фин. Kemi-Tornion lentoasema) расположен в Кеми, Финляндия. Аэропорт находится неподалёку от района Лаутиосаари, на восточном берегу реки Кемийоки, в 6 км к северу от центра города Кеми и в 18 км к востоку от центра города Торнио.
Аэропорт принадлежит и управляется Finavia.
Единственное направление регулярных линий из аэропорта — на Хельсинки-Вантаа. На линии используются воздушные суда ATR 72-500 и ATR 42-500. Зимой 2010 года расписание включало 5 — 6 ежедневных рейсов в будни и воскресенья и два рейса по субботам

## Услуги аэровокзала
Есть небольшое кафе/ресторан перед зоной регистрации, а также небольшой сувенирный магазин. Представлены бюро проката автомобилей нескольких компаний.

## Транспортное сообщение и парковка
Рейсов общественного транспорта прямо до аэропорта не существует. Ближайшая автобусная остановка находится примерно в 700 м от терминала. При использовании такси время в пути до Кеми примерно 15 минут, до Торнио около 25 минут. 
Парковка находится прямо перед терминалом. Плата - 6 евро за сутки, 26 евро за неделю. Подогрев парковочного места (по желанию) - дополнительная плата 6 евро за сутки. 

## Статистика

### Пассажиры
| Год  | Внутренние рейсы | Международные рейсы | Всего пассажиров | Изменение |
| ---- | ---------------- | ------------------- | ---------------- | --------- |
| 2005 | 85,133           | 2,750               | 87,883           | −15.5% ▼  |
| 2006 | 82,867           | 2,157               | 85,024           | −3.3% ▼   |
| 2007 | 89,661           | 2,606               | 92,267           | +8.5% ▲   |
| 2008 | 93,496           | 2,391               | 95,887           | +3.7% ▲   |
| 2009 | 94,243           | 1,366               | 95,609           | −0.3% ▼   |
| 2010 | 95,079           | 1,483               | 96,562           | +0.6% ▲   |
| 2011 | 91,895           | 1,862               | 93,757           | -2.9% ▼   |

### Грузы и почта
| Год  | Внутренние грузы | Внутренняя почта | Международные грузы | Международная почта | Всего грузы и почта | Изменение |
| ---- | ---------------- | ---------------- | ------------------- | ------------------- | ------------------- | --------- |
| 2005 | 47               | 2                | 2                   | 0                   | 51                  | −23.9% ▼  |
| 2006 | 56               | 1                | 0                   | 0                   | 57                  | +11.8% ▲  |
| 2007 | 78               | 1                | 0                   | 0                   | 79                  | +38.6% ▲  |
| 2008 | 88               | 1                | 1                   | 0                   | 90                  | +13.9% ▲  |
| 2009 | 56               | 1                | 0                   | 0                   | 57                  | −36.7% ▼  |
| 2010 | 25               | 1                | 0                   | 0                   | 27                  | −52.6% ▼  |

## Внешние ссылки
- Finavia – Kemi-Tornio Airport
- AIP Finland – Kemi-Tornio Airport
- Информация об аэропорте EFKE с сайта World Aero Data.